# Rogelio Cuello
Rogelio Alberto Cuello; (Córdoba; Argentina, 29 de noviembre de 1929-23 de abril de 2019) fue un futbolista argentino que se desempeñaba como delantero. Lo apodaban El Negro y se destacó principalmente en Talleres de Córdoba donde marcó 122 goles en 202 partidos jugados siendo hasta el momento el tercer goleador histórico del equipo.

## Trayectoria

### Club Atlético Talleres
Debutó en Talleres el 16 de abril de 1950 en La Boutique por la segunda fecha del torneo Preparación de LCF, Talleres enfrentó a Universitario en lo que fue el primer partido oficial del delantero. Cuello anotó cuatro de los diez goles de un triunfo que quedó para la historia por la colosal presentación y por el resultado, 10 – 1. Actualmente sigue siendo el único jugador de Talleres en haber marcado cuatro goles en su primer partido.

El atacante llegó a préstamo proveniente de 9 de Julio y en sus primeras presentaciones no tuvo la suerte de convertir (jugó dos partidos amistosos ante Boca y Gimnasia de La Plata) pero en la segunda fecha del torneo se presentó por los puntos y justificó el interés de la subcomisión de fútbol en contratarlo. Cuello culminó un gran 1950 (fue campeón del Preparación), jugó 20 partidos y gritó 20 goles que significaron la contratación definitiva del jugador.

En 1951 integró el mejor quinteto de ataque de la historia del club: Pinaroli, Cuello, López, Godoy y Gambino. Disputaron 30 encuentros, con 23 triunfos, cinco empates y solo dos derrotas, en donde convirtieron 118 goles.

Sus 122 goles en 200 partidos lo convierten en uno de los máximos artilleros de la institución, con el agregado de que 17 fueron frente a Belgrano. Jugó once años y dio seis vueltas olímpicas.